# Cianidrine

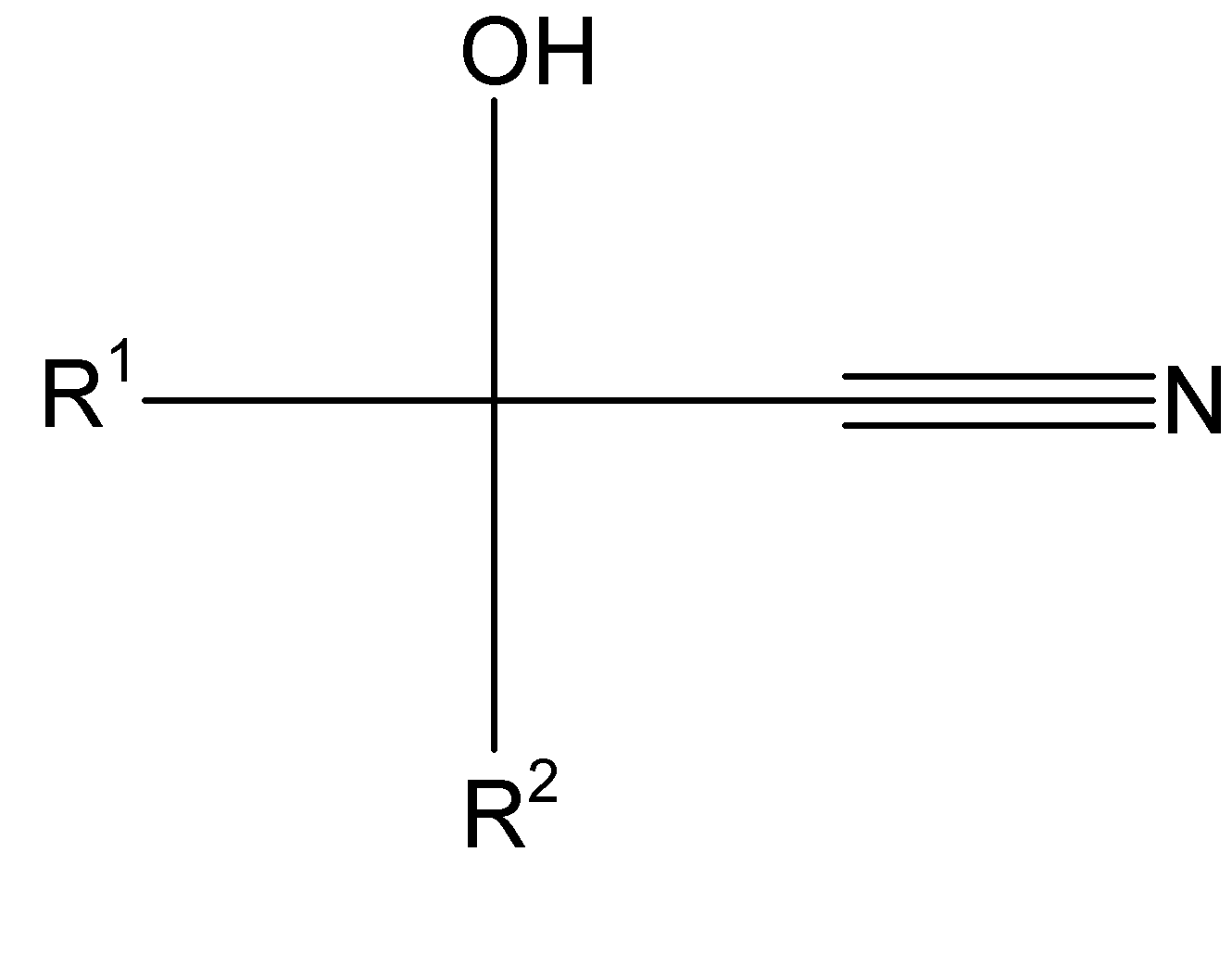
Struttura di una tipica cianidrina.

Le cianidrine sono una classe di composti organici avente formula generale R2C(OH)CN, dove R può rappresentare un atomo di idrogeno (H), un alchile o un arile.
Le cianidrine sono industrialmente importanti precursori degli acidi carbossilici inclusi alcuni aminoacidi. Le cianidrine si possono formare per sintesi tramite trattamento di un chetone o di un'aldeide con acido cianidrico (HCN) in presenza di una piccola quantità di cianuro di sodio (NaCN) come catalizzatore:
RR'C=O  +  HCN  →  RR'C(OH)CN
In questa reazione lo ione nucleofilo CN− si lega all'atomo di carbonio carbonilico del chetone, elettrofilo, segue quindi la protonazione da parte dell'HCN, che rigenera l'anione cianuro. Le cianidrine sono anche prodotte per scambio di solfito con sali di cianuro.
Le cianidrine sono intermediarie nella sintesi di Strecker degli amminoacidi.

## Termini notevoli
La cianidrina dell'acetone (CAS# 75-86-5, b.p. 95 °C, nota anche come α-idrossiisobutirronitrile, (CH3)2C(OH)CN) è un'importante fonte di HCN.  Pertanto la cianidrina dell'acetone può essere usata per la preparazione di altre cianidrine e per la formilazione degli areni. Il trattamento di questa cianidrina con idruro di litio produce cianuro di litio anidro.
2(CH3)2C(OH)CN  + 2LiH  →  2LiCN  +  2(CH3)2CO + H2
Il mandelonitrile (CAS# 532-28-5, b.p. 170 °C) è il composto chimico con formula C6H5CH(OH)CN. Piccole quantità di questa cianidrina sono presenti sotto forma di glucoside (amigdalina) nei semi di alcuni frutti (es. albicocche) e nelle mandorle amare.
Il glicolonitrile, chiamato anche idrossiacetonitrile (CAS#107-16-4), è il composto chimico con formula HOCH2CN. È la cianidrina più semplice, essendo derivato dalla formaldeide.